# Dallas County (Alabama)
Das Dallas County ist ein County im Bundesstaat Alabama der Vereinigten Staaten. Der Verwaltungssitz (County Seat) ist Selma.

## Geographie
Das County liegt südwestlich des geographischen Zentrums von Alabama und hat eine Fläche von 2573 Quadratkilometern, wovon 33 Quadratkilometer Wasserfläche sind. Es grenzt im Uhrzeigersinn an folgende Countys: Chilton County, Autauga County, Lowndes County, Wilcox County, Marengo County und Perry County.

## Geschichte

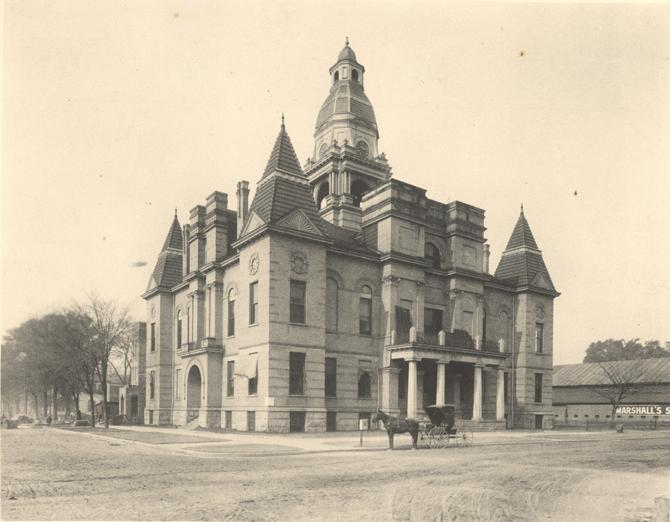
Ehemaliges Dallas County Courthouse in Selma

Dallas County wurde am 9. Februar 1818 noch von der State Legislature des Alabama-Territoriums aus einem Gebiet gebildet, das 1814 von den Muskogee im Vertrag von Fort Jackson abgetreten wurde. Benannt wurde es nach Alexander J. Dallas, der von 1814 bis 1816 amerikanischer Finanzminister war. Die erste Bezirkshauptstadt wurde Cahaba, das damals auch Hauptstadt von Alabama war, aber an Bedeutung verlor, als es von Tuscaloosa als Hauptstadt des Bundesstaates abgelöst wurde.
Als 1866 Selma, das knapp 50 Jahre zuvor von William R. King mit Stadtrechten ausgestattet worden war, neuer County Seat wurde, wurde Cahaba bald zu einer Geisterstadt. Im Sezessionskrieg bildete Selma ein Zentrum der Munitionsproduktion für die Konföderierte Armee, insbesondere nach dem Fall von New Orleans. Im April 1865 schlugen die Unionstruppen unter General James H. Wilson in der Schlacht um Selma die Konföderierten unter General Nathan Bedford Forrest und zerstörten das Marinearsenal und die Rüstungsfabriken.
In den 1960er Jahren war Selma ein wichtiger Schauplatz im Kampf des Civil Rights Movement für ein Ende der Rassentrennung und Diskriminierung der Afroamerikaner. Ab 1960 versuchten sich hier verstärkt schwarze Bürger als Wähler registrieren zu lassen, was auf erheblichen Widerstand der Weißen stieß. Im Jahr 1965 starteten hier die drei Selma-nach-Montgomery-Märsche.

## Kultur und Sehenswürdigkeiten

Die Brown Chapel African Methodist Episcopal Church ist seit Dezember 1997 ein National Historic Landmark.

32 Bauwerke und Stätten im County sind im National Register of Historic Places (NRHP) eingetragen (Stand 1. April 2020), wobei die Brown Chapel African Methodist Episcopal Church und die Edmund Pettus Bridge den Status eines National Historic Landmarks  haben. Der Old Town Historic District in Selma ist der größte Historic District in Alabama und umfasst mehr als 1250 Contributing Properties.

## Demographische Daten

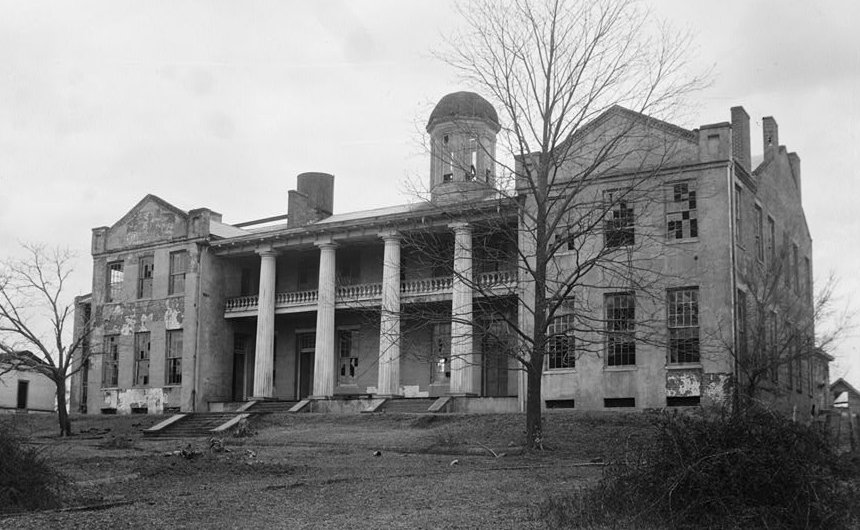
Ehemaliges Hauptgebäude des Centenary Instituts

Nach der Volkszählung im Jahr 2000 lebten im Dallas County 46.365 Menschen. Davon wohnten 539 Personen in Sammelunterkünften, die anderen Einwohner lebten in 17.841 Haushalten und 12.488 Familien. Die Bevölkerungsdichte betrug 18 Einwohner pro Quadratkilometer. Ethnisch betrachtet setzte sich die Bevölkerung zusammen aus 35,58 Prozent Weißen, 63,26 Prozent Afroamerikanern, 0,11 Prozent amerikanischen Ureinwohnern, 0,35 Prozent Asiaten, 0,01 Prozent Bewohnern aus dem pazifischen Inselraum und 0,14 Prozent aus anderen ethnischen Gruppen; 0,55 Prozent stammten von zwei oder mehr Ethnien ab. 0,63 Prozent der Bevölkerung waren spanischer oder lateinamerikanischer Abstammung.
Von den 17.841 Haushalten hatten 33,5 Prozent Kinder und Jugendliche unter 18 Jahren, die bei ihnen lebten. In 40,4 Prozent lebten verheiratete, zusammen lebende Paare, 25,4 Prozent waren allein erziehende Mütter, 30,0 Prozent waren keine Familien, 27,8 Prozent aller Haushalte waren Singlehaushalte und in 11,6 Prozent lebten Menschen im Alter von 65 Jahren oder darüber. Die Durchschnittshaushaltsgröße betrug 2,57 und die durchschnittliche Familiengröße betrug 3,15 Personen.
28,6 Prozent der Bevölkerung waren unter 18 Jahre alt, 9,4 Prozent zwischen 18 und 24, 26,2 Prozent zwischen 25 und 44, 21,9 Prozent zwischen 45 und 64 und 13,9 Prozent waren 65 Jahre oder älter. Das Durchschnittsalter betrug 35 Jahre. Auf 100 weibliche Personen kamen 83,5 männliche Personen und auf Frauen im Alter von 18 Jahren und darüber kamen 77,8 Männer.
Das jährliche Durchschnittseinkommen eines Haushalts betrug 23.370 USD, das Durchschnittseinkommen einer Familie 29.906 USD. Männer hatten ein Durchschnittseinkommen von 31.568 USD, Frauen 18.683 USD. Das Prokopfeinkommen betrug 13.638 USD. 27,2 Prozent der Familien und 31,1 Prozent der Einwohner lebten unterhalb der Armutsgrenze.

## Orte im Dallas County
- Belknap
- Bellevue
- Beloit
- Berlin
- Blalock
- Bogue Chitto
- Brantley
- Browns
- Burnsville
- Cahaba
- Carlowville
- Casey
- Central Mills
- Crumptonia
- Eleanor
- Ellis
- Elm Bluff
- Five Points
- Harrell
- Hazen
- Manila
- Marion Junction
- Marshall
- Martin
- Massillon
- Minter
- Mount Nebo (Alabama)
- Old Town
- Orrville
- Pinebelt
- Plantersville
- Polk
- Portland
- Potter
- Richmond
- Safford
- Salem
- Sardis
- Sedgefield
- Selma
- Selmont
- Stonewall
- Summerfield
- Swink
- Tasso
- Tilden
- Tyler
- Valley Creek Junction
- Valley Grande
- West Selmont
- Westbrook
- Whites Bluff